# Filobasidium uniguttulatum
Filobasidium uniguttulatum är en svampart som beskrevs av Kwon-Chung 1977. Filobasidium uniguttulatum ingår i släktet Filobasidium och familjen Filobasidiaceae.   Inga underarter finns listade i Catalogue of Life.